# Manel Gasch i Hurios
Manel Gasch i Hurios   (Barcelona, 1970) és un eclesiàstic, monjo, i abat de Montserrat des del 15 de setembre de 2021. Es llicencià en Dret a la Universitat de Barcelona l'any 1993, i el 1996 ingressà al Monestir de Montserrat, on va fer la professió simple a la vida monàstica el 5 de setembre de 1998 i la professió solemne el 3 de febrer de 2002. Fou ordenat sacerdot el 23 de juny de 2011.
Realitzà la formació en Teologia a l'Escola Teològica i Filosòfica de Montserrat, i més tard, obtingué la llicenciatura amb l'especialitat de Teologia Dogmàtica a la Pontifícia Universitat Gregoriana de Roma el 2005. Des d'aquell any exercí de professor de teologia a Montserrat.
Del 2005 al 2010 seria Prefecte de l'Escolania de Montserrat, i des de 2011 fins a l’actualitat Majordom-Administrador del Monestir.
Fill de família de la burgesia antifranquista barcelonina. El seu pare Josep Maria Gasch Riudor fou advocat, i junt amb la seva mare Angelina Hurios, foren membres fundadors del Col·lectiu Ronda, cooperativa d'advocats dedicada a la defensa de persones desafavorides. La seva mare també fou una de les impulsores de l'entitat Dones Mundi (que treballa amb col·lectius de dones grans) i de la Federació Internacional de Dones amb Carrera Jurídica. Així, Gasch creixeria en un entorn on es formaria en el compromís social lligat a la Parròquia de Sant Ildefons, al barri de Sant Gervasi.
De perfil social i catalanista, fou elegit com a abat de Montserrat en votació a la Sala Capitular, com és tradicional. El seu predecessor en el càrrec, Josep Maria Soler, va exercir d’abat durant 21 anys i havia demanat el seu relleu –tal com marca la regla de Sant Benet– en complir els 75 anys.
Manuel Gasch, un cop escollit nou abat, adoptà la creu abacial de l'abat Cassià Just, amb qui havia tingut gran proximitat, ja que fou el seu mestre de novici i el considera el seu referent. També se'l considera deixeble del monjo Lluís Duch, una de les figures intel·lectualment més prominents del cenobi benedictí dels últims anys.

## Tractaments
- 1970 – 1998: Senyor Manel Gasch i Hurios.
- 1998 – 2011: Germà Manel Gasch, O. S. B.
- 2011 – 15 set. 2021: Reverend Pare Manel Gasch, O. S. B.
- 15 set. 2021 – present: Reverendíssim Pare Abat de Santa Maria de Montserrat.[9]